# Zera Yacob
Zera Yacob (Ge'ez: ዘርአ:ያዕቆብ zar'ā yāʿiqōb "Semente de Jacó," modernizado Zer'a Yā'iqōb; também escrito Zärˀä Yaˁqob, Zar'a Ya'aqob, ou Zar'a Ya'eqob; 1599–1692), foi um filósofo etíope do século XVII, de Tigré. Seu tratado de 1667, conhecido na língua gueês por Hatäta (inquérito), é constantemente comparado por acadêmicos ao Discours de la méthode (1637) de René Descartes. Durante séculos, textos gueês foram escritos na Etiópia. Por volta de 1510, Abba Mikael traduziu e adaptou o Livro dos Sábios Filósofos árabe; uma coleção de ditos dos primeiros gregos pré-socráticos, Platão e Aristóteles, por meio dos diálogos neoplatônicos, também influenciados pela filosofia árabe e pelas discussões etíopes.
O Inquérito de Zera Yacob vai além desses textos anteriores, pois ele argumenta em seguir o raciocínio natural de alguém, em vez de acreditar no que os outros dizem. Ele foi contemporâneo da ativista feminina Walatta Petros, cuja biografia foi escrita em 1672.

## Biografia

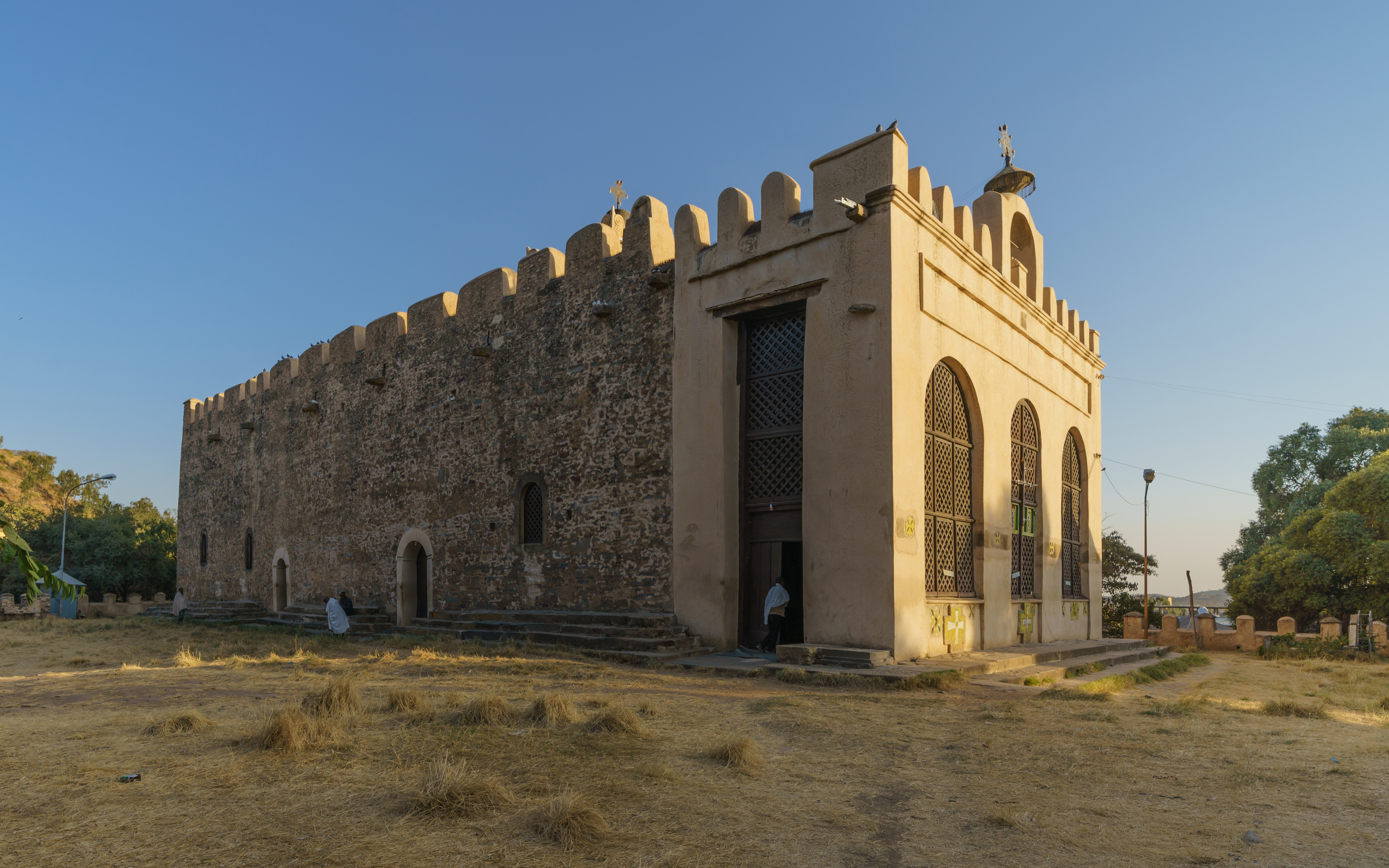
Igreja do século XVII em Axum

Yacob nasceu em uma família tigreana de agricultores, próximo à Axum no Norte da Etiópia, antiga capital durante o império Axum. Mesmo seu pai sendo pobre, sempre incentivou a ida de Yacob às escola tradicionais, onde se tornou familiarizado com os Salmos de Davi e educado na religião cristã ortodoxa etíope. Ele foi denunciado ao Imperador Susenyos (r. 1607 - 1632), que havia se convertido ao catolicismo romano e queria que todos seus súditos seguissem seu exemplo.
Recusando-se a adotar a fé católica, Yacob fugiu para o exílio com um pouco de ouro e o Livro dos Salmos. No caminho para Shewa, encontrou uma caverna no sopé do Rio Tekezé e viveu como eremita por dois anos, orando e desenvolvendo sua filosofia. Escreveu sobre sua experiência, "Aprendi mais vivendo sozinho em uma caverna do que quando estava entre os sábios. O que escrevi neste livro é muito pouco; mas em minha caverna eu meditei sobre muitas outras coisas."
Após a morte do Imperador, o filho de Susenyos, Fasilides (r. 1632-1667), um fervoroso crente na Igreja Ortodoxa Etiópica, assumiu o trono, expulsou os jesuítas e exterminou a fé católica em de seu Reino em 1633. Yacob deixou sua caverna e se instalou em Emfraz; encontrou um patrono, um rico comerciante chamado Habta Egziabher (também conhecido como Habtu) e casou com a empregada da família. Recusou-se a viver como um monge e escreveu que "a lei dos cristãos que propõe a vida monástica em superioridade ao casamento é falsa e não pode vir de Deus." Também recusou a poligamia, pois "a lei da criação ordena que um homem case com uma mulher."
Yacob tornou-se professor dos dois filhos de Habtu, e a pedido de um dos filhos de seu patrão, Walda Heywat, escreveu, em 1667, seu famoso Tratado investigando a luz da razão. Zera é mais conhecido pela sua filosofia ética em contraposição ao princípio da harmonia. Ele propôs que a moralidade da ação é dada a partir de seu impacto na harmonia mundial. Sua filosofia é teística em natureza. Embora acreditasse em uma divindade, a qual comumente chamava de Deus, rejeitava diversos tipos de crenças religiosas, e preferiu procurar a verdade observando o mundo natural. Em Hatata, seguindo os passos de grandes líderes eclesiásticos, aplicou a teoria da primeira causa à existência de Deus: "Se eu disser que meu pai e minha mãe me criaram, então eu devo procurar pelo criador de meus pais e dos pais de meus pais até que chegue ao primeiro que não foi criado como nós somos, mas que veio para este mundo de alguma outra forma sem ser gerado." Entretanto, a existência de Deus não depende do intelecto humano, mas "Nossa alma tem o poder de ter o conceito de Deus e vê-lo mentalmente. Deus não deu esse poder sem propósito; como ele deu o poder, ele também deu a realidade."
Pouco se sabe da vida posterior de Yacob. No entanto, acredita-se que ele viveu uma vida familiar realizada em Emfraz, e permaneceu lá pelos próximos 25 anos. Morreu em 1692, aos 93 anos. O ano da morte de Yacob foi registrado por Walda Heywat em uma anotação ao Tratado.